# 帆立貝定理
帆立貝定理（ほたてがいていり、英語: Scallop theorem）は、低レイノルズ数においてニュートン流体中を遊泳するものは、時間反転しても非対称になるように変形しなければ推進できない、という流体力学の定理。1977年にパーセル（Edward Mills Purcell）が、  Life at Low Reynolds Number   において提唱した。この定理が成り立つマイクロスケールの世界では、ホタテのような二枚貝を単調に開閉させる往復運動だけでは移動ができないことになるというパーセルの例話から帆立貝の名がつけられた。